# Tripseuxoa molepa
Tripseuxoa molepa là một loài bướm đêm trong họ Noctuidae.